# Hańsk (gmina)
Pour les articles homonymes, voir Hańsk.
Hańsk est une gmina rurale (gmina wiejska) du powiat de Włodawa, dans la Voïvodie de Lublin, dans l'est de la Pologne.
Son siège administratif (chef-lieu) est le village de Hańsk, qui se situe environ 20 kilomètres (km) au sud-ouest de Włodawa (siège du powiat) et 61 kilomètres à l'est de la capitale régionale Lublin (siège de la voïvodie).
La gmina couvre une superficie de 179,43 km2 pour une population de 3 954 habitants en 2006.

## Histoire
De 1975 à 1998, la gmina est attachée administrativement à l'ancienne voïvodie de Biała Podlaska.

Depuis 1999, elle fait partie de la nouvelle voïvodie de Lublin.

## Géographie
La gmina inclut les villages (sołectwa) de:

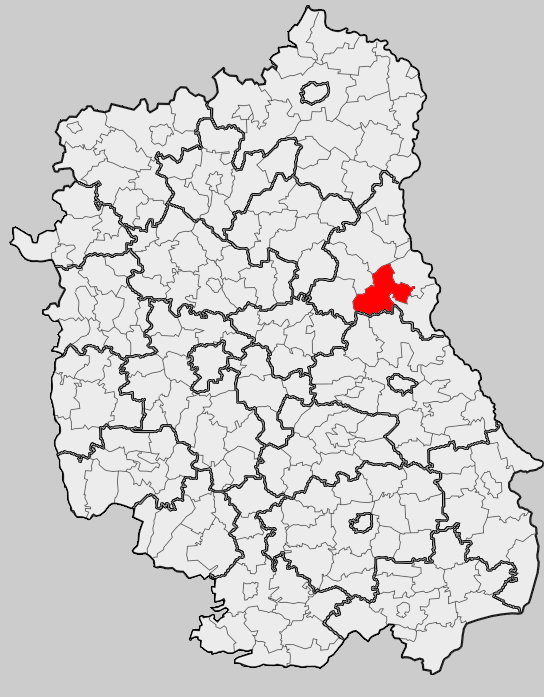
Position de la gmina dans la voïvodie

- Bukowski Las
- Dubeczno
- Hańsk
- Hańsk Drugi
- Hańsk-Kolonia
- Konstantynówka
- Krychów
- Kulczyn
- Kulczyn-Kolonia
- Macoszyn Mały
- Osowa
- Rudka Łowiecka
- Stary Majdan
- Szcześniki
- Ujazdów
- Wojciechów
- Żdżarka

### Gminy voisines
La gmina d'Hańsk est voisine des gminy de
- Sawin
- Stary Brus
- Urszulin
- Wierzbica
- Włodawa
- Wola Uhruska
- Wyryki

## Structure du terrain
D'après les données de 2002, la superficie de la commune d'Hańsk est de 179,43 kilomètres carrés, répartis comme telle :
- terres agricoles : 52%
- forêts : 37%

La commune représente 14,28% de la superficie du powiat.

## Démographie
Données du 30 juin 2004:
| Description        | Total  | Total | Femmes | Femmes | Hommes | Hommes |
| ------------------ | ------ | ----- | ------ | ------ | ------ | ------ |
| Unité              | Nombre | %     | Nombre | %      | Nombre | %      |
| Population         | 3 932  | 100   | 1 968  | 50,1   | 1 964  | 49,9   |
| Densité (hab./km²) | 21,9   | 21,9  | 11     | 11     | 10,9   | 10,9   |

## Jumelage
- Wilhelmsdorf (Allemagne) depuis 2004